# Tombili

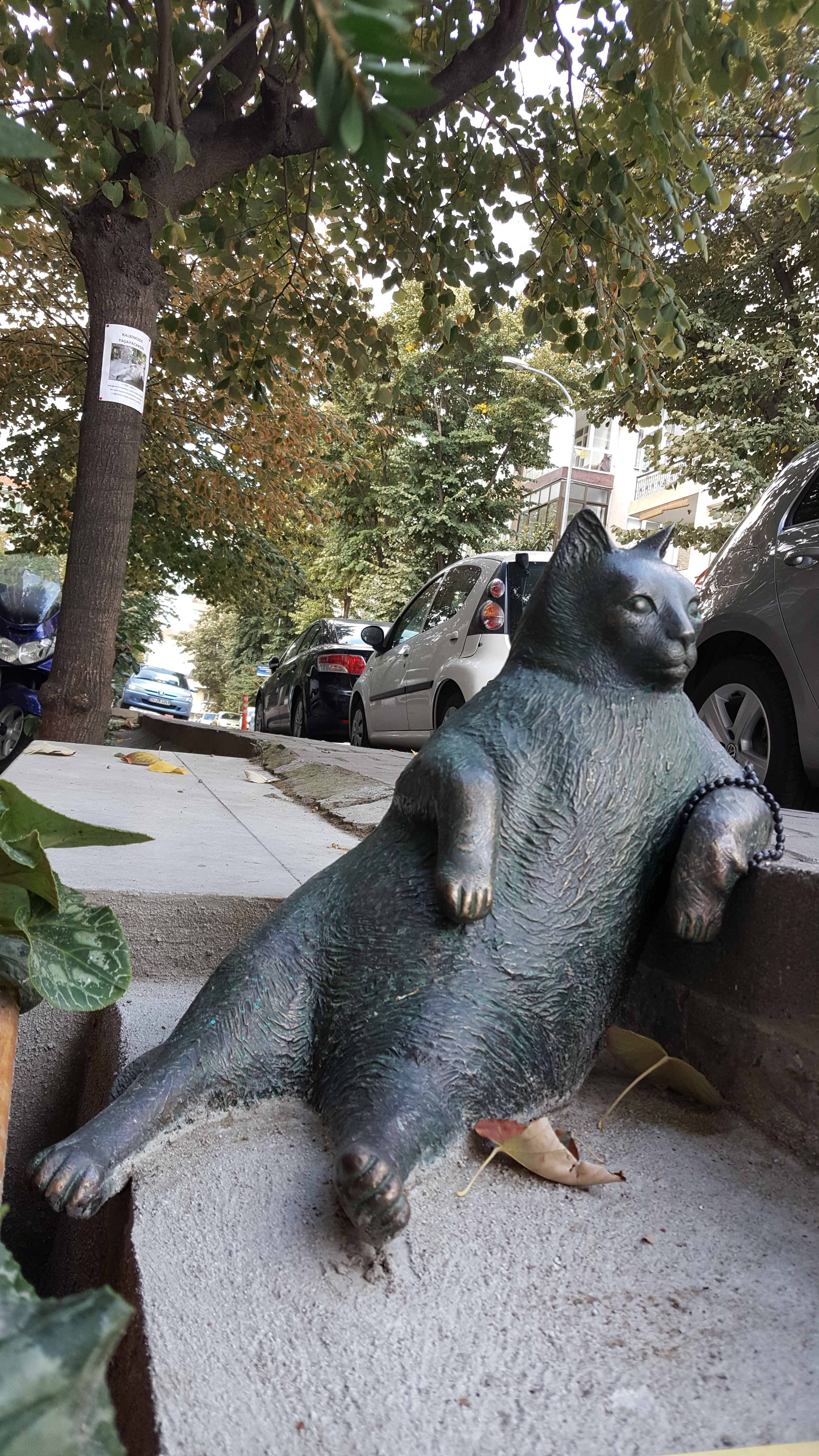
Socha Tombili v životní velikosti, vyrobená sochařkou Seval Şahinovou

Tombili (obvyklé turecké jméno pro boubelatá domácí zvířata; datum narození a přesné místo neznámé – 1. srpna 2016 Istanbul) byla vypasenou toulavou kočkou z Istanbulu. Celosvětově ji proslavila fotografie, jež ji zachycuje v polosedě opřenou o schůdek chodníku v uličce Güleç. Istanbulské úřady nechaly Tombili po jejím úmrtí postavit sochu v životní velikosti.

## Život
Tombili prožila svůj život coby toulavá kočka v ulici Güleç, kde se nachází Ziverbey Villa, v istanbulské městské části Kadıköy, jež se rozkládá na asijské straně Bosporu. Dle médií se jednalo o kocoura, avšak objevily se hlasy, které samčí pohlaví zpochybňovaly. Na plaketě současného pomníku je však jasně uvedeno, že šlo o samici. Navzdory tomu, že byla Tombili toulavá, byla velice přátelská k místním lidem a získala si je pro svou oblibou opírat se zády nebo bokem o schody v polosedě. Díky tomu měla zajištěn bohatý přísun potravy a nabírala na váze. Fotografie s Tombili zaujímající takovou pózu způsobila, že se tato kočka stala po umístění na sociální sítě celosvětově známou internetovou celebritou. V istanbulském Kadıköy se stala díky tomu ještě za svého života kultovní postavou.
V létě 2016 Tombili onemocněly ledviny a na samém začátku srpna 2016 uhynula.

## Pomník Tombili
Po její smrti se na stromě nedaleko místa, kde byla pořízena ona slavná fotografie, objevil list papíru od jednoho z místních obyvatel, kterým informoval veřejnost o Tombilině úmrtí. Ihned se začaly z iniciativy organizace „Anadolu Kedisi“ zabývající se ochranou koček sbírat podpisy pod petici požadující uctění její památky, kterých se nakonec shromáždilo kolem 17 000, dle jiných zdrojů 20 000. Aykurt Nuhoğlu, starosta městské části Kadıköy, souhlasil s vytvořením oficiálního pomníku na počest Tombili, k čemuž se nabídla místní sochařka Seval Şahinová a ihned se pustila do práce. Jako vzor jí posloužily právě fotografie s její ikonickou pózou a kočka jednoho z jejích známých, která byla podobně vypasená jako Tombili. Velmi rychle práci na bronzové soše dokončila a představila ji při příležitosti Světového dne divoké přírody dne 4. října 2016. Umístěna byla přesně na místě pořízení fotografie a ke schůdku byla připevněna na mosazné podložce. Piety se účastnily stovky obyvatel Istanbulu a smuteční řeč pronesl kadıköyský místostarosta Başar Necipoğlu, což odvysílala turecká televize. Kolemjdoucí občas před sochu sypali kočičí granule.

### Krádež
O měsíc později byla socha Tombili ukradena neznámým pachatelem. Internetem kolovala fotografie zachycující uprázdněné místo, kde zbyla jen mosazná podložka. Tuto skutečnost 8. listopadu 2016 potvrdila i radnice v Kadıköy a zpráva okamžitě zburcovala veřejnost, jež byla rozhořčena napříč celým Tureckem, rozhořčeni byli i fanoušci Tombili v zahraničí. Poslanec tureckého parlamentu Tuncay Özkan vydal prohlášení, jež v překladu znělo: „Ukradli sochu Tombili. Jsou nepřáteli čehokoliv krásného. Znají pouze nenávist, slzy a válku.“ Díky takové publicitě se ukradená socha stala pro zloděje bezcennou a anonymně ji vrátil. 10. listopadu 2016 byla navrácena zpět na své místo.

### Současnost

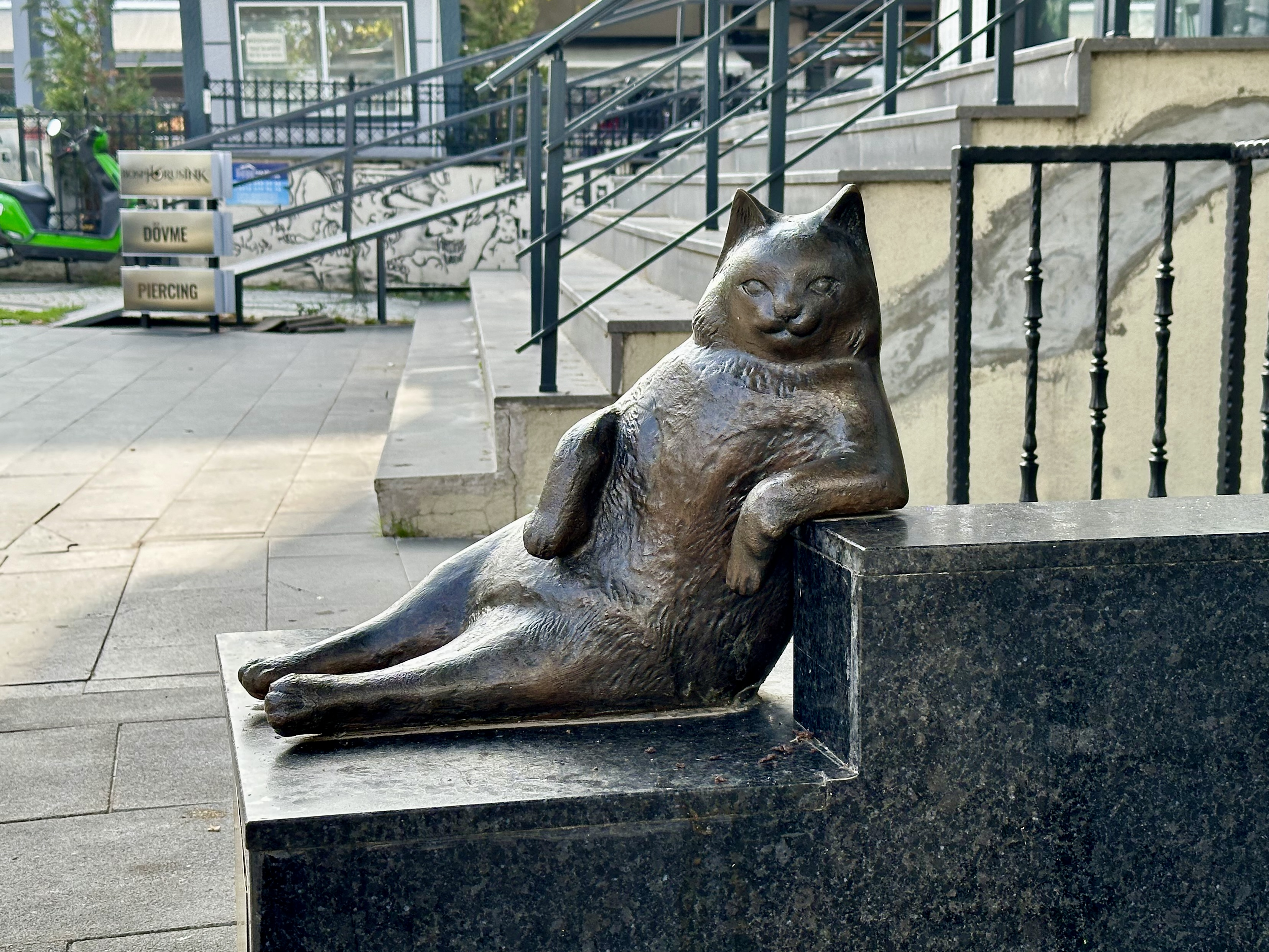
Současná podoba pomníku po rekonstrukci

V roce 2017 byla socha Tombili ze svého místa znovu odstraněna, tentokrát kvůli plánované přestavbě budovy před ní spolu s rekonstrukcí celé ulice. Znovu odhalena byla v prosinci 2022 spolu s pamětní deskou na podstavci, který byl potřeba postavit, neboť chodník, na kterém vznikla jeho fotografie, již neexistuje.